# Andrena submaura
Andrena submaura är en biart som beskrevs av Linsley 1938. Andrena submaura ingår i släktet sandbin, och familjen grävbin. Inga underarter finns listade i Catalogue of Life.